# Krokskärs skans

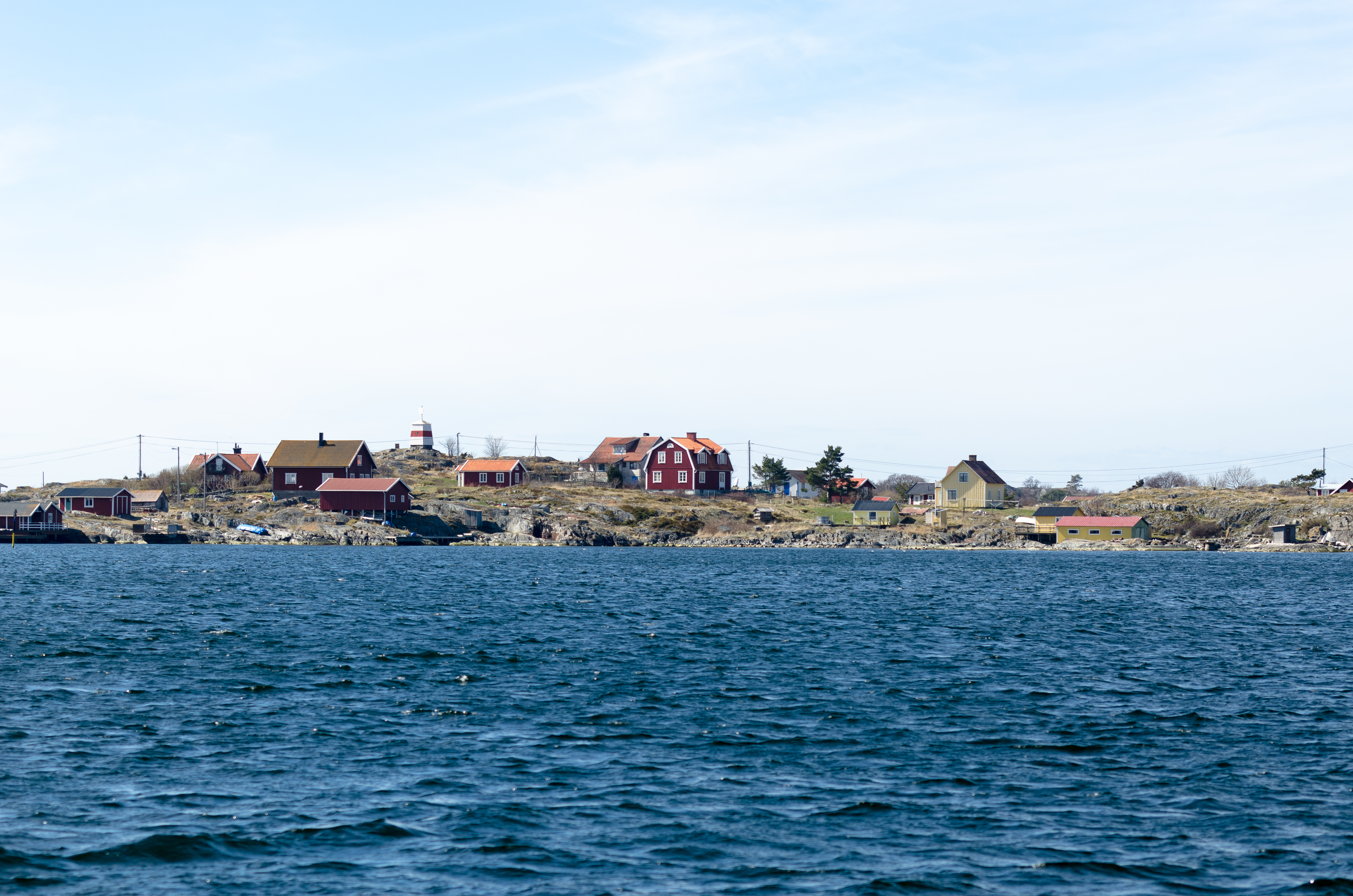
Krokskär 2012.

Krokskärs skans var en befästning vid Södertörns sydligaste spets utanför Herrhamra i Torö socken. Den fanns redan under Karl X Gustavs första danska krig, men omtalas inte senare. Däremot är det lilla fiskeläget Krokskär omnämnt[när?] med sin typiska bebyggelse där tätt liggande boningshus trängs med båthus, bryggor och sjöbodar. Några av stugorna är knuttimrade, flertalet är från 1900-talet.